# Nymphuliella daeckealis
Nymphuliella daeckealis là một loài bướm đêm trong họ Crambidae.